# William Gagnon
William Gagnon (ur. 16 maja 1905 w Dover, zm. 28 lutego 1972 w Biên Hoà) — amerykański zakonnik (OH), Czcigodny Sługa Boży Kościoła katolickiego.

## Życiorys
Urodził się w Stanach Zjednoczonych jako trzecie z dwanaściorga dzieci. W 1930 roku wstąpił do zakonu szpitalnego św. Jana Bożego (bonifratrzy) i tam złożył śluby zakonne. W 1951 roku wyjechał na misje do Wietnamu, w 1954 w czasie inwazji komunistycznej brał udział w ewakuacji ludności. Zorganizował ambulatorium dla uchodźców w Sajgonie oraz założył szpital w Biên Hoà. 
Zmarł w opinii świętości 28 lutego 1972. Obecnie trwa jego proces beatyfikacyjny.